# Parapenthes
Parapenthes là một chi bọ cánh cứng trong họ 
Elateridae.
Chi này được miêu tả khoa học năm 1999 bởi Jiang in Jiang & Wang.

## Các loài
Chi này có các loài:
- Parapenthes varimaculatus Jiang in Jiang & Wang, 1999